# Phibalura boliviana
La cotinga palkachupa (Phibalura boliviana Chapman, 1930) è un uccello passeriforme della famiglia dei Cotingidi originario delle regioni centro-occidentali dell'America Meridionale.

## Descrizione
La cotinga palkachupa misura 21–22 cm di lunghezza. È un bel volatile estremamente variopinto con una lunga coda biforcuta. Il maschio ha una testa nerastra con riflessi azzurri, una piccola macchia rossa sulla corona e un sopracciglio grigio brunastro sfumato. Gola e guance sono giallo dorato brillante. Da dietro le orecchie si diparte una linea bianca che si collega al bianco del petto, che presenta striature nere. Il resto della regione inferiore è di colore giallo, più brillante nella regione infracaudale, con striature scure sparse. Le regioni superiori sono color oliva giallastro fittamente striato di nerastro, in particolare sulla nuca. Le ali sono nerastre, con macchie grigie sulle terziarie. La coda, lunga e biforcuta, è nerastra con la base delle timoniere esterne olivacea, e viene talvolta tenuta allargata a forma di «V». La femmina è più grigia sulla testa, meno bianca sul collo, e ha ali più olivacee e coda più corta.

## Distribuzione e habitat
È diffusa nelle regioni centrali della Bolivia, con un avvistamento nell'Argentina nord-occidentale, nella provincia di Jujuy.
Vive nelle savane di altitudine e ai margini di foreste e boschi di montagna e altopiano. Si nutre di frutta.

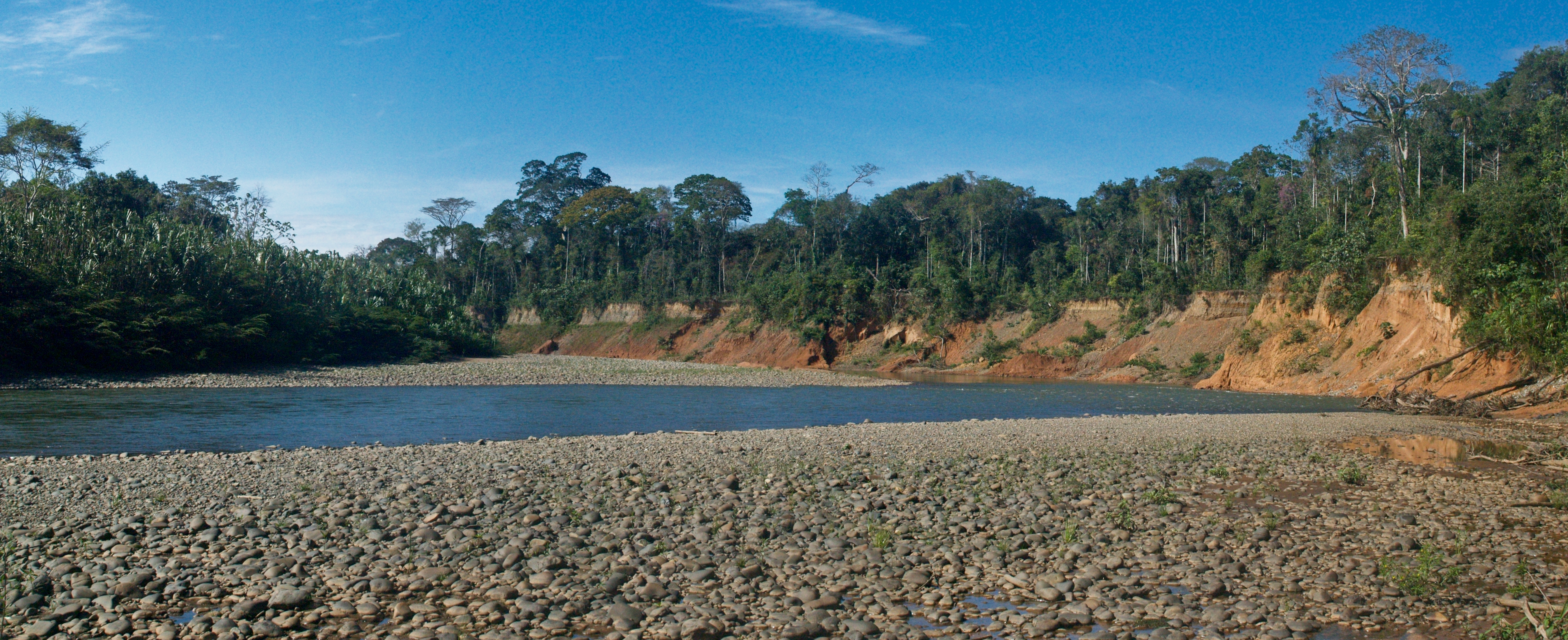
Le falesie del fiume Madidi, parco nazionale Madidi, Bolivia: habitat di questa specie.

## Tassonomia
Questa specie monotipica venne descritta per la prima volta da Frank Michler Chapman nel 1930, sotto il nome scientifico di Phibalura flavirostris. La sua località tipo è: «Vicinanze di Apolo, La Paz, Bolivia». Questo taxon è stato considerato come una sottospecie di Phibalura flavirostris fino al 2011, quando è stato separato con il rango di specie.

## Conservazione
Phibalura boliviana è una specie in pericolo di estinzione. È stata riscoperta solamente nel settembre del 2000, ai bordi di una foresta residua di 200-400 ettari nei pressi della località di Pata, a nord-est di Apolo, nel parco nazionale Madidi, dopo 98 anni dal suo ultimo avvistamento. La popolazione totale è stata stimata in 600-800 esemplari, dei quali 400-500 stanziati nei dintorni della località di Apolo, soprattutto intorno al piccolo villaggio di Atén, fuori dal parco nazionale Madidi. La distruzione del suo habitat sta procedendo a un ritmo veloce e la specie è già scomparsa da alcuni luoghi dove la foresta è stata abbattuta.